# Giovanni Carrara (politico)
Giovanni Carrara (Roma, 18 luglio 1885 – 9 giugno 1965) è stato un politico italiano.

## Biografia
Laureato in giurisprudenza, fu avvocato e docente universitario. Nel 1948 venne eletto al Senato della Repubblica con la Democrazia Cristiana, rimanendo in carica per tutta la I Legislatura, fino al 1953.
Morì il 9 giugno 1965 all'età di 79 anni.